# Novo Kusonje
Novo Kusonje est un village de la municipalité de Voćin (Comitat de Virovitica-Podravina) en Croatie. Au recensement de 2011, le village comptait 22 habitants.